# Pietro Pomponazzi
Pietro Pomponazzi, noto anche col soprannome di Peretto Mantovano (Mantova, 16 settembre 1462 – Bologna, 18 maggio 1525), è stato un filosofo e umanista italiano.
Professore di filosofia all'Università di Padova, è autore del trattato De maximo et minimo in cui contesta le teorie di Guglielmo Heytesbury. Dopo essere stato a Ferrara e a Mantova, dal 1512 è all'università di Bologna dove scriverà le sue opere maggiori, il De fato e il De naturalium effectuum causis sive de incantationibus, oltre a commenti delle opere di Aristotele. Di questo periodo è anche il trattato De immortalitate animae (1516), che gli valse aspre critiche e condanne per aver sostenuto che l'immortalità dell'anima non può essere dimostrata razionalmente. Morirà nel 1525, per suicidio secondo un suo studente.

## La vita e l'opera
Di famiglia agiata, nasce a Mantova nel 1462. A ventidue anni si iscrive (1484) all'Università di Padova, dove frequenta le lezioni di metafisica del domenicano Francesco Securo da Nardò, le lezioni di medicina di Pietro Riccobonella e quelle di filosofia naturale di Pietro Trapolino, laureandosi come Magister artium nel 1487. Dal 1488 al 1496 è professore di filosofia nello stesso ateneo e ottiene la cattedra di filosofia naturale dopo la morte del suo maestro Nicoletto Vernia (1420-1499), massimo esponente dell'averroismo locale, di spirito laico e spregiudicato sino alla miscredenza.
A Padova pubblica il trattato De maximo et minimo, in polemica con le teorie di Guglielmo Heytesbury. Passa poi a Carpi (nel 1496) per insegnare logica alla corte di Alberto III Pio, principe di Carpi, seguendolo nel 1498 nel suo esilio a Ferrara e restandovi fino al 1499. Nel frattempo, nel 1497, sposa a Mantova Cornelia Dondi, dalla quale ha due figlie.
Morto Vernia, e succeduto a lui nel 1499, il Pomponazzi rimane poi vedovo nel 1507 e si risposa con Ludovica di Montagnana. Chiude lo studio di Padova nel 1509 e si trasferisce a Ferrara dove redige un commento al De anima aristotelico. Questo avviene in seguito all'occupazione di Padova nel giugno 1509 da parte della Lega di Cambrai nella guerra con la Repubblica veneziana. Quando Venezia rioccupa la città il mese dopo, le lezioni universitarie vengono sospese ed egli, con altri insegnanti, lascia la città trasferendosi, come si è visto, a Ferrara su invito di Alfonso I d'Este per insegnare nella locale università. Chiusa anche questa nel 1510, si trasferisce fino al 1511 a Mantova e dal 1512 all'università di Bologna. Nuovamente vedovo, si risposa con Adriana della Scrofa.
A Bologna scrive le opere maggiori, il Tractatus de immortalitate animae, il De fato e il De incantationibus, oltre a commenti delle opere di Aristotele, conservati grazie agli appunti dei suoi studenti.
Il Tractatus de immortalitate animae, del 1516, in cui sostiene che l'immortalità dell'anima non può essere dimostrata razionalmente, fece scandalo: attaccato da più parti, il libro è pubblicamente bruciato a Venezia. Denunciato dall'agostiniano Ambrogio Fiandino per eresia, la difesa del cardinale Pietro Bembo gli permette di evitare terribili conseguenze ma nel 1518 è condannato da papa Leone X a ritrattare le sue tesi. Pomponazzi non ritratta ma si difende con la sua Apologia del 1518 e con il Defensorium adversus Augustinum Niphum del 1519, una risposta al De immortalitate animae libellus di Agostino Nifo, in cui sostiene la distinzione tra verità di fede e verità di ragione, idea ripresa dal filosofo Roberto Ardigò.
Queste controversie gli impediscono di pubblicare due opere che aveva completato nel 1520: il De naturalium effectuum causis sive de incantationibus e i Libri quinque de fato, de libero arbitrio et de praedestinatione, pubblicati postumi rispettivamente nel 1556 e 1557, con alcune modifiche, a Basilea, da Guglielmo Grataroli. Evita ogni problema teologico pubblicando nel 1521 il De nutritione et augmentatione, il De partibus animalium nel 1521 e il De sensu nel 1524.
Malato di calcoli renali, stende il proprio testamento nel 1524 e muore l'anno dopo. Secondo il suo allievo Antonio Brocardo egli si sarebbe suicidato.

## IlDe immortalitate animae

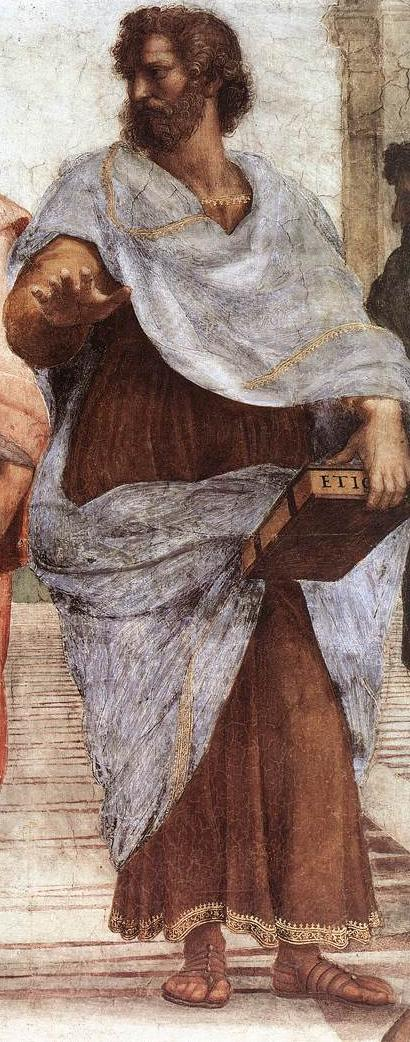
Aristotele nella Scuola di Atene di Raffaello

Per Aristotele l'anima è l'atto (entelechia) primo di un corpo che ha la vita in potenza, è la sostanza che realizza le funzioni vitali del corpo. Tre sono le funzioni dell'anima: 1- la vegetativa per la quale gli esseri vegetali, animali e umani si nutrono e si riproducono; 2- la sensitiva per la quale gli esseri animali e umani hanno sensazioni e immagini; la 3- intellettiva, per la quale gli esseri umani comprendono.
L'intelletto è la capacità di giudicare le immagini fornite dai sensi. L'atto dell'intendere si identifica con l'oggetto intelligibile, cioè con la sostanza dell'oggetto, ossia con la verità.
Aristotele distingue l'intelletto potenziale o possibile o passivo, che è la capacità umana di intendere, dall'intelletto attuale o attivo o agente, che è la luce intellettuale. Quest'ultimo contiene in atto tutti gli intelligibili, e agisce sull'intelletto potenziale come — l'esempio è di Aristotele — la luce mostra, mette in atto i colori che al buio non sono visibili ma pure esistono e dunque sono in potenza: l'intelletto agente mette in atto le verità che nell'intelletto potenziale sono soltanto in potenza. L'intelletto agente è separato, non composto, impassibile, per sua essenza atto…separato, esso è solo quel che è realmente, e questo solo è immortale ed eterno.
Che ne è dunque dell'anima? Nella Metafisica Aristotele dice solo che "Bisogna esaminare se la forma esista anche dopo la dissoluzione del composto; per alcune cose nulla lo impedisce, come, ad esempio nel caso dell'anima, ma non dell'anima nella sua interezza, bensì dell'intelletto, poiché è forse impossibile l'esistenza separata dell'anima intera".
L'aristotelismo a Padova si era diviso in due correnti fondamentali, gli averroisti e gli alessandrini, seguaci questi delle interpretazioni aristoteliche di Alessandro di Afrodisia.
Averroè, secondo una concezione influenzata dal platonismo, sosteneva l'unicità e la trascendenza non solo dell'intelletto agente, ma anche dell'intelletto potenziale, che per lui non appartiene ai singoli uomini ma è unico e comune all'intera specie umana.
La dottrina di Alessandro mantiene l'unicità dell'intelletto agente, che egli fa coincidere con Dio, ma attribuisce a ciascun uomo un intelletto potenziale individuale, mortale insieme con il corpo.

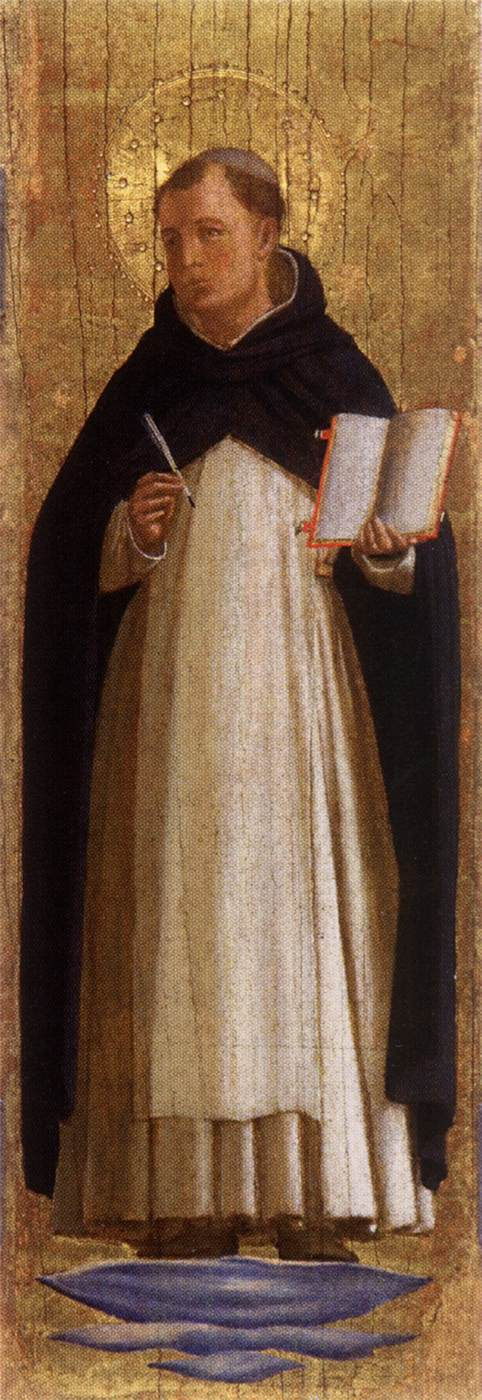
Tommaso d'Aquino ritratto dal Beato Angelico

Infine, va ricordato che, secondo Pomponazzi, per Tommaso d'Aquino nell'uomo è presente un'unica anima per sua natura (simpliciter) immortale (divisa nei tre livelli vegetativo, sensitivo e razionale), ma per un certo aspetto (secundum quid) mortale, in quanto anche legata alle funzioni più materiali dell'essere umano. Con il maestro domenicano condivide l'idea che l'anima sia forma del corpo e forma sostanziale e, viceversa, che il corpo sia il principio materiale di un'anima immateriale, sostenendo che l'Aquinate entri in contraddizione con se stesso. Pomponazzi rigettava la possibilità di incontro e l'armonia fra fede e ragione, affermando la libertà della filosofia rispetto a una fede vincolata alla divina Rivelazione. A suo parere, la conoscenza parte da ciò che è empiricamente rilevabile per sottoporlo al vaglio della ragione. In questo senso, la sua separazione fra filosofia, scienza e fede anticipò Galilei nelle sue parole: "ciò è l’intenzione dello Spirito Santo essere d’insegnarci come si vadia al cielo, e non come vadia il cielo”.
Il Trattato dell'immortalità dell'anima, terminato il 24 settembre 1516 e edito a Bologna il 6 novembre 1516, trae spunto da una discussione con il domenicano Girolamo Raguseo, il quale, avendo il Pomponazzi sostenuto che la teoria di Tommaso sull'anima non si accorda con quella aristotelica, lo aveva pregato di provare le sue affermazioni mediante prove puramente razionali.
"Fecero bene gli antichi a porre l'uomo tra le cose eterne e quelle temporali, cosicché egli, né puramente eterno né semplicemente temporale, partecipa delle due nature e stando a metà fra loro, può vivere quella che vuole. Così, alcuni uomini sembrano dei perché, dominando il proprio essere vegetativo e sensitivo, sono quasi completamente razionali. Altri, sommersi nei sensi, sembrano bestie. Altri ancora, uomini nel vero senso della parola, vivono mediamente secondo la virtù, senza concedersi completamente né all'intelletto e né ai piaceri del corpo."
L'uomo, dunque, "è di natura non semplice ma molteplice, non determinata ma bifronte (ancipitis), media fra il mortale e l'immortale" e questa medietà non è il provvisorio incontro di due nature, una corporea e l'altra spirituale, che si divideranno con la morte, ma è la dimostrazione della reale unità dell'uomo: "La natura procede per gradi: i vegetali hanno un poco di anima, gli animali hanno i sensi e una certa immaginazione…alcuni animali arrivano a costruirsi case e a organizzarsi civilmente tanto che molti uomini sembrano avere un'intelligenza molto inferiore alla loro…vi sono animali intermedi fra la pianta e la bestia, come la spugna…della scimmia non sai se sia uomo o bruto, analogamente l'anima intellettiva è media fra il temporale e l'eterno."
Polemizza con Averroè che ha scisso dalla naturale unità umana il principio razionale da quello sensitivo e con Tommaso d'Aquino, rilevando che l'anima, essendo unica, non può avere due modi di intendere, uno dipendente e un altro indipendente dalle funzioni del corpo; la dipendenza dell'intelligenza dalla fantasia, che dipende a sua volta dai sensi, lega l'anima indissolubilmente al corpo e ne fa seguire lo stesso destino di morte. È capovolta la tesi fondamentale di Tommaso: per Pomponazzi l'anima è per sé mortale e secundum quid, in un certo senso, immortale, e non il contrario, perché "nobilissima fra le cose materiali e al confine con le immateriali, profuma di immortalità ma non in senso assoluto" (aliquid immortalitatis odorat, sed non simpliciter).E ricorda che per Aristotele l'anima non è creata da Dio: "Un uomo infatti è generato da un uomo e anche dal sole".
Riguardo al problema del rapporto fra ragione e fede, per Pomponazzi solo la fede, non le ragioni naturali, può affermare l'immortalità dell'anima e "coloro che camminano per le vie dei credenti sono fermi e saldi", mentre per quanto attiene ai problemi etici che la mortalità dell'anima potrebbe suscitare, afferma che per comportarsi virtuosamente non è affatto necessario credere all'immortalità dell'anima e alle ricompense ultraterrene, perché la virtù è premio a sé stessa e chi afferma che l'anima è mortale salva il principio della virtù meglio di chi la considera immortale, perché la speranza di un premio e il terrore della pena provoca comportamenti servili contrari alla virtù.
Il Tractatus provocò clamore e polemiche alle quali rispose nel 1518, ribadendo le sue tesi con l'Apologia, dove nel primo libro risponde alle critiche amichevoli del suo allievo e futuro cardinale Gaspare Contarini e negli altri due al domenicano Vincenzo Colzade e all'agostiniano Ambrogio Fiandino. Nel 1519 replica con il Defensorium adversus Agostinum Niphum alle critiche di Agostino Nifo, professore di filosofia nell'università di Padova.

## La critica dei miracoli
Nel 1520 il medico mantovano Ludovico Panizza avrebbe chiesto a Pomponazzi se possono esserci cause soprannaturali di eventi naturali, in contrasto con le affermazioni di Aristotele, e se si debba ammettere l'esistenza di demoni, come sostiene la Chiesa, anche per spiegare molti fenomeni che si sono verificati.
Per Pomponazzi "dobbiamo spiegare questi fenomeni con cause naturali, senza ricorrere ai demoni…è ridicolo lasciare l'evidenza per cercare quello che non è né evidente né credibile". D'altra parte, poiché l'intelletto percepisce dati sensibili, un puro spirito non potrebbe esercitare un'azione qualunque su qualcosa di materiale: gli spiriti non possono entrare in contatto con il nostro mondo; "in realtà vi sono uomini che, pur agendo per mezzo della scienza, hanno prodotto effetti che, mal compresi, li hanno fatti ritenere opera di santi o di maghi, com'è successo con Pietro d'Abano o con Cecco d'Ascoli…altri, ritenuti santi dal volgo che pensava avessero rapporti con gli angeli…erano magari dei mascalzoni…io credo che facessero tutto questo per ingannare il prossimo".
Ma, a parte casi di incomprensione o di malafede, è possibile che fenomeni mirabolanti abbiano la loro causa nell'influsso degli astri: "È assurdo che i corpi celesti, che reggono tutto l'universo…non possano produrre effetti che di per sé sono nulla considerando l'insieme dell'universo". Cause naturali, comunque, secondo la scienza del tempo: il determinismo astrologico governa anche le religioni: "al tempo degli idoli non c'era maggior vergogna della croce, nell'età successiva non c'è nulla di più venerato...ora si curano i languori con un segno di croce nel nome di Gesù, mentre un tempo ciò non accadeva perché non era giunta la Sua ora".
Ogni religione ha i suoi miracoli "quali quelli che si leggono e si ricordano nella legge di Cristo ed è logico, perché non ci possono essere profonde trasformazioni senza grandi miracoli. Ma non sono miracoli perché contrari all'ordine dei corpi celesti ma perché sono inconsueti e rarissimi".
Nessun fenomeno ha dunque cause non naturali: l'astrologo che abbia colto la natura delle forze celesti, può spiegare tanto le cause di fenomeni che sembrano soprannaturali che realizzare opere straordinarie che il popolino considererà miracolose solo perché incapace di individuarne la causa. L'ignoranza del volgo è del resto sfruttata da politici e da sacerdoti per tenerlo in soggezione, presentandosi ad esso come personaggi straordinari o addirittura inviati da Dio stesso.
Inoltre Pomponazzi sostiene la sua tesi conducendo un discorso di questo tipo:"se Dio ha creato l'universo ponendo su di esso leggi fisiche precise, sarebbe paradossale che egli stesso agisse contro queste leggi utilizzando eventi sovrannaturali come i miracoli".
Per Pomponazzi appunto l'universo è controllato e determinato dall'agire degli astri e Dio agisce indirettamente muovendo questi ultimi; Pomponazzi sviluppa quindi una concezione dell'universo deterministica.

## Il destino dell'uomo
Se tali sono le forze che governano il mondo, se anche i fenomeni soprannaturali hanno una spiegazione nell'esistenza di forze naturali così potenti, esiste ancora una libertà nelle scelte individuali dell'uomo? In Dio, conoscenza e causa delle cose coincidono e dunque egli è veramente libero; l'uomo si esprime invece in un mondo dove tutto è già determinato. Rifiutato il contingentismo di Alessandro di Afrodisia, che salva la libertà umana criticando gli stoici per i quali non esiste né contingenza né libertà umana, Pomponazzi è costretto dalla sua concezione strettamente deterministica, ove tutto è regolato da forze naturali superiori all'uomo, a propendere per l'impossibilità del libero arbitrio:"...l'argomento è per me difficilissimo. Gli stoici sfuggono facilmente alle difficoltà facendo dipendere da Dio l'atto di volontà. Per questo l'opinione stoica appare molto probabile".
Nel cristianesimo c'è maggiore difficoltà a risolvere il problema del libero arbitrio e della predestinazione: "Se Dio odia ab aeterno i peccatori e li condanna, è impossibile che non li odi e non li condanni; e questi, così odiati e reietti, è impossibile che non pecchino e non si perdano. Che rimane, allora, se non una somma crudeltà e ingiustizia divina, e odio e bestemmia contro Dio? E questa è una posizione molto peggiore di quella stoica. Gli stoici dicono infatti che Dio si comporta così perché la necessità e la natura lo impongono. Secondo il cristianesimo il fato dipende invece dalla cattiveria di Dio, che potrebbe fare diversamente ma non vuole, mentre secondo gli stoici Dio fa così perché non può fare altrimenti".

## Conclusioni

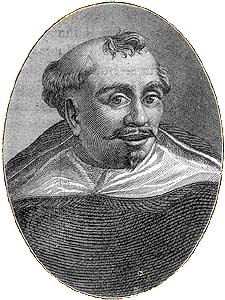
Lo scrittore Matteo Bandello

Chiamato anche Peretto per la piccola statura, secondo Matteo Bandello (Novelle, III, 38) Pietro Pomponazzi "era un omicciolo molto piccolo, con un viso che nel vero aveva più del giudeo che del cristiano e vestiva anco ad una certa foggia che teneva più del rabbi che del filosofo, e andava sempre raso e toso; parlava anche in certo modo che parea un giudeo tedesco che volesse imparar a parlar italiano". Lo storico Paolo Giovio dirà che egli "esponeva Aristotele e Averroè con voce dolce e limpidissima; il suo discorso era preciso e pacato nella trattazione, mobile e concitato nella polemica; quando poi giungeva a definire e a trarre le conclusioni, era così grave e posato che gli studenti dai loro posti potevano annotarsi le spiegazioni".
Per nulla tenero con gli uomini di chiesa, "isti fratres truffaldini, domenichini, franceschini, vel diabolini" riassumeva il suo spirito ironico e motteggiante consigliando "alla filosofia credete fin dove vi detta la ragione, alla teologia credete quel che vogliono i teologi e i prelati con tutta la chiesa romana, perché altrimenti farete la fine delle castagne" ma fu serio e senza compromessi nelle sue convinzioni scrivendo nel De fato che "Prometeo è il filosofo che, nello sforzo di scoprire i segreti divini, è continuamente tormentato da pensieri affannosi, non ha sete, non ha fame, non dorme, non mangia, non spurga, deriso, dileggiato, insultato, perseguitato dagli inquisitori, ludibrio del volgo. Questo è il guadagno dei filosofi, questa la loro ricompensa". Epperò i filosofi sono per lui "come Dei terreni, tanto lontani dagli altri come gli uomini veri lo sono dalle figure dipinte" e lui sarebbe pronto, per amore della verità, anche a "ritrattare quel che ho detto. Chi dice che polemizzo per il gusto di contrastare, mente. In filosofia, chi vuol trovare la verità, dev'essere eretico".